# The Gossips
The Gossips (en español, Los chismes) es una pintura de 1948 del pintor estadounidense Norman Rockwell, realizada para la portada del 6 de marzo de 1948 del The Saturday Evening Post.
Pintado en 1948, Rockwell tuvo la idea de The Gossips veinte años antes, pero no se animó a plasmarla hasta que pensó en representarse a sí mismo como el tema del círculo de los chismes; utilizó a sus vecinos en Arlington, Vermont como las otras figuras en la pintura. También incluyó a su esposa Mary, es la segunda en la tercera fila, que pasa el chisme por teléfono.
Se enviaron miles de cartas a la sede del The Saturday Evening Post preguntando qué chisme se estaba trasmitiendo, pero nunca se dio una respuesta. En una entrevista en diciembre de 1948, Rockwell recordó que la mujer que posó para la primera dama en la obra, la que había comenzado el chisme, todavía estaba un poco molesta por su interpretación. Pero los sujetos no solían ser críticos. Un modelo dijo a un periodista: «es más divertido posar para él que ir al cine. Norman te mantiene en vilo con sus divertidas historias».
Una de las obras más famosas de Rockwell, recurre magistralmente a la narración secuencial y crea una historia a base de gestos.